# Edme Mariotte
Edme Mariotte (ca. 1620 – 12 de maio de 1684) foi um físico e padre (abade) francês. É especialmente conhecido por formular a Lei de Boyle independentemente de Robert Boyle. Mariotte também é creditado por projetar o primeiro berço de Newton.

## Biografia
Nascido em Til-Châtel, Edme Mariotte era o filho mais novo de Simon Mariotte, administrador do distrito de Til-Châtel (falecido em 16 de agosto de 1652), e Catherine Denisot (falecida em 26 de setembro de 1636 devido à peste). Seus pais viviam em Til-Châtel e tiveram outros 4 filhos: Jean, Denise, Claude e Catherine. Jean foi administrador no Parlamento de Paris de 1630 até sua morte em 1682. Denise e Claude, ambos casados, permaneceram na região de Dijon, enquanto Catherine se casou com Blaise de Beaubrieul, conselheiro do rei Luís XIV. Catherine e Blaise viviam na mesma rua 16, talvez no mesmo endereço que Jean. A vida inicial de Edme Mariotte é desconhecida. Seu título "Sieur de Chazeuil" provavelmente foi herdado de seu irmão Jean em 1682. Refere-se à propriedade de seu pai, que foi inicialmente concedida a Jean. Essa propriedade ficava na região de Chazeuil. Não está claro se Mariotte passou a maior parte de sua juventude em Dijon ou se foi prior de St Martin sous Beaune. Não há referências que confirmem isso. Em 1668, Colbert convidou Mariotte a participar da Académie des Sciences, o equivalente francês da Royal Society. A partir de então, ele publicou vários artigos.

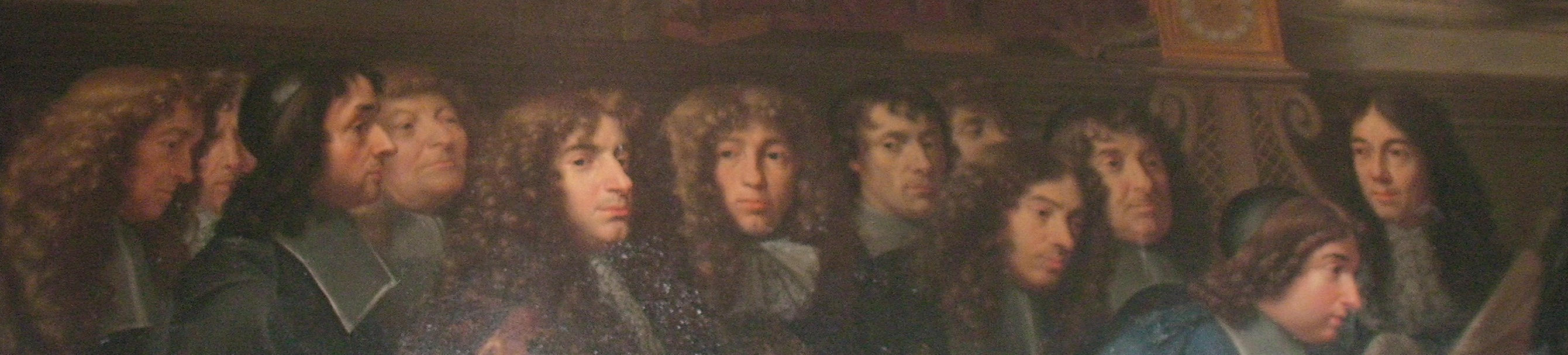
Établissement de l'Académie des sciences et foundation de l'observatoire 1666 - Henri Testelin (detalhe). Mariotte provavelmente é o sexto a partir da direita. À sua direita, Huygens e Cassini.

Em 1670, Mariotte mudou-se para Paris. O endereço em uma carta encontrada no arquivo de Leibniz mostra que Edme vivia na rue de Bertin-Poirree, perto da capela da guilda dos ourives na rue des Orfèvres em 1677. Talvez ele tenha vivido com Jean e o casal Catherine e Blaise de Beaubreuil. Leibniz escreveu que Edme ficou no endereço do Sr. Beaubrun, mas provavelmente ele quis dizer Beaubreuil, que soa bastante semelhante. Edme morreu em 12 de maio de 1684 em Paris.

## Carreira
Mariotte é mais conhecido por sua descoberta em 1679 da Lei de Boyle, sobre a relação inversa entre volume e pressão em gases. Em 1660, ele havia descoberto o ponto cego no olho humano. Uma pequena moeda colocada no ponto cego desaparece da visão, um evento aparentemente mágico que impressionou a corte real francesa quando apresentado pela primeira vez por Mariotte. Ele foi um dos primeiros membros da Academia de Ciências da França, fundada em Paris em 1666.

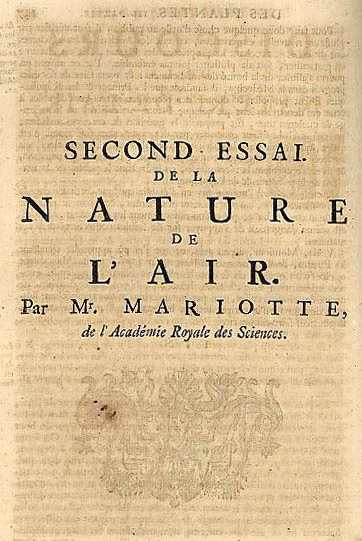
Página de título de Discours de la nature de l'air (1676), reedição de 1717

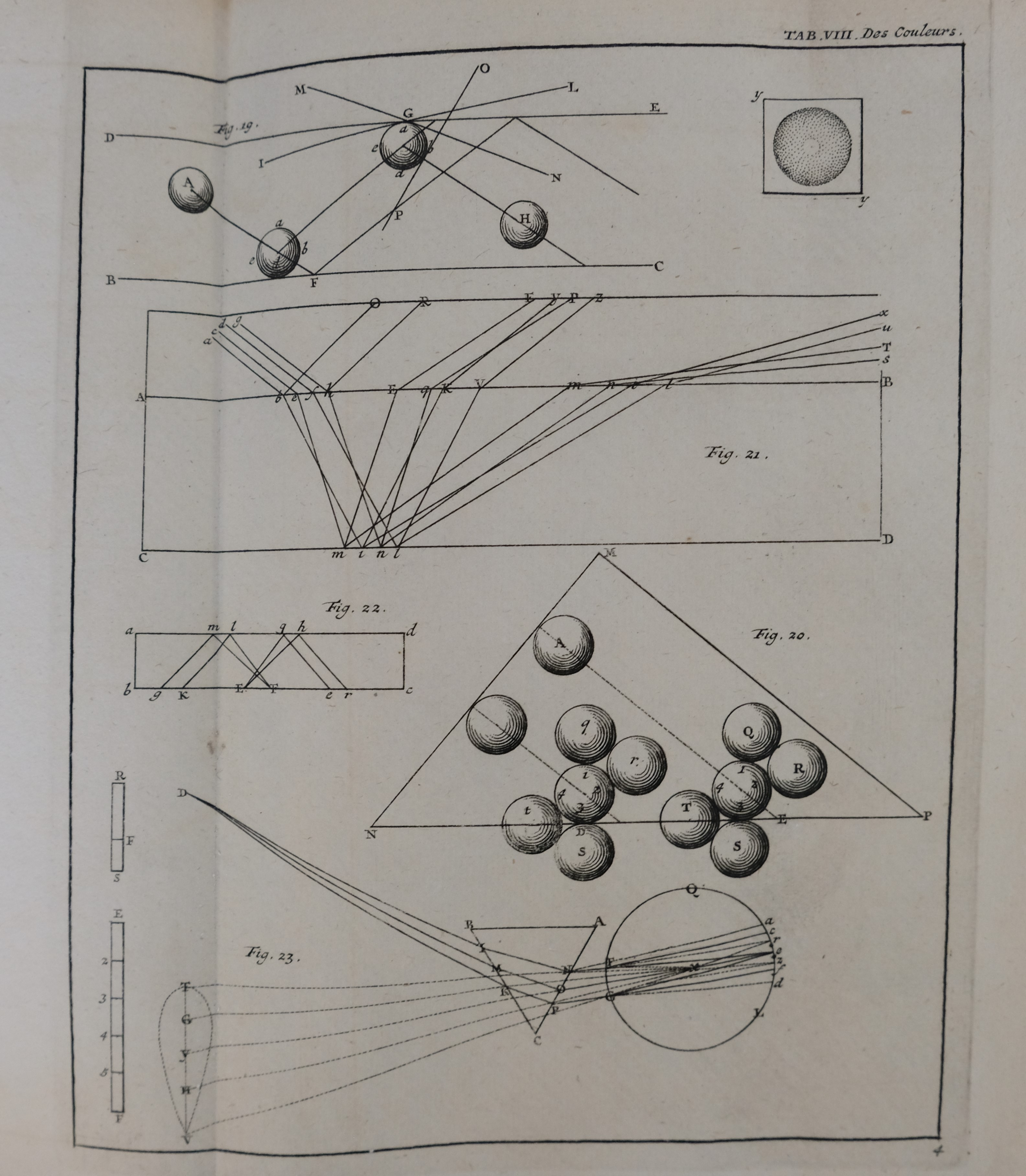
Figura em uma cópia de 1717 do volume I de Œuvres de M. Mariotte

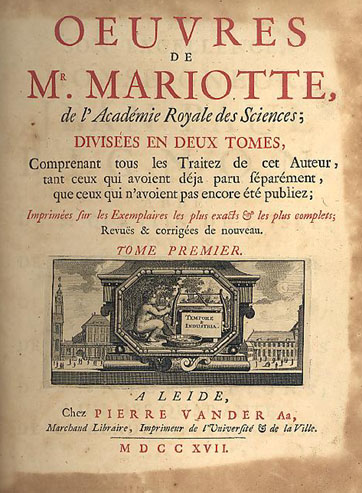
Œuvres de M. Mariotte (1717)

O primeiro volume da Histoire et mémoires de l'Académie (1733) contém muitos artigos originais dele sobre uma grande variedade de temas físicos, como o movimento de fluidos, a natureza da cor, as notas da trombeta, o barômetro, a queda dos corpos, o recuo de armas, o congelamento da água, a absorção de raios de calor pelo vidro, etc. Seus Essais de physique, em número de quatro, dos quais os três primeiros foram publicados em Paris entre 1676 e 1679, são suas obras mais importantes e formam, junto com um Traité de la percussion des corps, o primeiro volume das Œuvres de Mariotte (2 vols., Leiden, 1717).
O segundo desses ensaios (De la nature de l'air) contém a afirmação da lei de que o volume de um gás varia inversamente à pressão. Essa lei foi derivada da descoberta de Robert Boyle em 1662; Mariotte afirmou que a teoria de Boyle estava correta apenas quando a temperatura é constante. No entanto, fora da França, ela é mais conhecida como Lei de Boyle.
O quarto ensaio é um tratamento sistemático da natureza da cor, com uma descrição de muitas experiências curiosas e uma discussão sobre o arco-íris, halos, parélios, difração e os fenômenos mais puramente fisiológicos da cor. Ele também fez uma contribuição significativa para o desenvolvimento da teoria aerodinâmica, afirmando que a resistência aerodinâmica varia com o quadrado da velocidade. A descoberta do ponto cego é mencionada em um breve artigo no segundo volume de suas obras coletadas.

Berço de Newton

### Berço de Newton
Mariotte inventou o que hoje é conhecido como berço de Newton para demonstrar a primeira lei de Newton e a colisão de corpos suspensos de massa igual, com o movimento do corpo em movimento sendo transferido para o que está em repouso. Newton reconheceu o trabalho de Mariotte, entre outros, em seus Principia.

## Publicações
- Nouvelle découverte touchant la veüe (1668)
- Traité du nivellement, avec la description de quelques niveaux nouvellement inventez (1672)
- Traité de la percussion ou choc des corps, dans lequel les principales règles du mouvement, contraires à celles que Mr. Descartes et quelques autres modernes ont voulu établir, sont démontrées par leurs véritables causes (1673)
- Lettres écrites par MM. Mariotte, Pecquet, et Perrault, sur le sujet d'une nouvelle découverte touchant la veüe faite par M. Mariotte (1676)
- Essay de logique, contenant les principes des sciences et la manière de s'en servir pour faire de bons raisonnemens (1678). Online Réédition sous le titre : Essai de logique. Suivi de : Les principes du devoir et des connaissances humaines, Fayard, Paris, 1992.
- Essais de physique, ou Mémoires pour servir à la science des choses naturelles attribué à Roberval (1679–1681)

Publicações póstumas
- Traité du mouvement des eaux et des autres corps fluides, divisé en V parties, par feu M. Mariotte, mis en lumière par les soins de M. de La Hire (1686). This was translated into English by John Theophilus Desaguliers in 1718[17]
- Œuvres de Mariotte (2 volumes, 1717). Réédition : J. Peyroux, Bordeaux, 2001. online
- [Opere] (em francês). Den Haag: Jean Neaulme. 1740
- Discours de la nature de l'air, de la végétation des plantes. Nouvelle découverte touchant la vue, Gauthier-Villars, Paris, 1923.